# Lőrincz Ágnes (színművész)
Lőrincz Ágnes (Gyergyószentmiklós, 1960. február 7. –) erdélyi magyar színésznő, operettszínésznő.

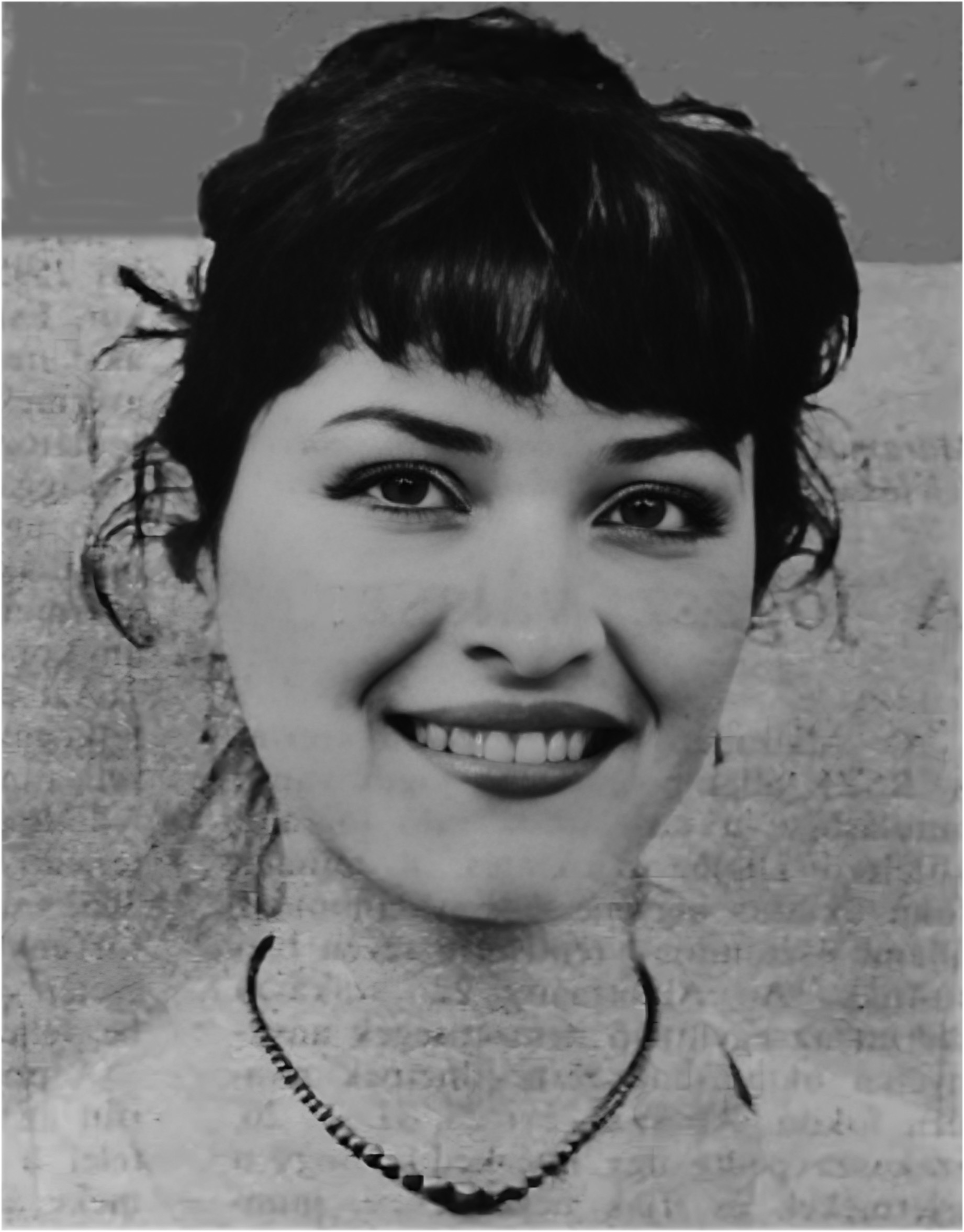
Végzős színinövendékként 1983-ban

## Életpálya[1]
Gyermekéveit Korondon, Csíkszenttamáson, iskolás korától pedig Marosvásárhelyen töltötte. Szülei, Lőrincz Lajos és Oláh Ágnes, az Állami Székely Népi Együttes alapító tagjai. Középiskolai tanulmányait Marosvásárhelyen végezte, a Művészeti Iskolában, hegedű szakon.
Már diákévei alatt játszani kezd: részt vesz a Kovács Levente vezette Egyetemi Színjátszó Csoportban.
1979-ben felvételizett a Szentgyörgyi István Színművészeti Intézetbe, ahol Gergely Géza és az akkor tanársegédként pályakezdő Kovács Katalin voltak az osztályvezetői, de egy évig még Tarr László is tanította. 1983-ban végezte tanulmányait és a Kolozsvári Magyar Operához kerül. Itt kezdi pályáját, operettszínésznőként (egy operett-ellenes korszakban), de már ebben az időszakban játszik prózai szerepeket is. Első színházi szerepe a Csongor és Tünde Ledérje, melyet vendégművészként játszik a Kolozsvári Állami Magyar Színházban, Harag György meghívására. 1990 és 1992 között a Kolozsvári Állami Magyar Színház tagja.
1992-ben kerül a Szatmárnémeti Északi Színház magyar tagozatához, mely egy évvel később felveszi Harag György nevét. A Harag György Társulatnál egyre több prózai szerepet játszik, de primadonnaként rá építi a színházvezetés a később hagyománnyá váló operett-repertoárt is (eleinte leginkább a szilveszteri kabarék helyett, később azok mellett játszottak évente egy-két operettet is a szatmári színháznál).
2001-ben a társulat művészeti vezetésére kiírt pályázaton elnyeri a művészeti igazgatói széket. Öt évig állt a társulat élén. 2006-ban lemondott az igazgatásról (jelenleg a társulat művészeti tanácsának tagja), helyét Czintos József ideiglenesen kinevezett igazgató vette át. 2006 óta folyamatosan játszik a szatmári színházban (továbbra is a vezető színészek egyikének számít), de az elmúlt években szerepet vállalt a román tagozaton és a Debreceni Csokonai Színházban is (Vidnyánszky Attila Úri muri-rendezésében), vendégművészként. Művészi munkájáért 1997-ben Poór Lili-díjjal tüntették ki.
2012 óta a Marosvásárhelyi Nemzeti Színház Tompa Miklós Társulatánál is szerepeket vállalt.

## Szerepei

### Főiskolás szerepei[1]
- Bárzenész (Brecht: Dobszó az éjszakában)
- Galathea (Balassi Bálint: Szép magyar komédia)
- Rózsi (Füst Milán: Boldogtalanok)
- A lány (Băieșu Ion: Az eltűnt értelem nyomában)

### A Kolozsvári Állami Magyar Operánál[1]
- Riquette (Viktória)
- Eliza (My Fair Lady)
- Marcsa (Mágnás Miska)
- Stázi (Csárdáskirálynő)
- Liza (Marica grófnő)
- Mabel (Cirkuszhercegnő)
- Bessy (Leányvásár)
- Mary (Mary Poppins)
- Sarah (Sybill)

### A Kolozsvári Állami Magyar Színháznál[1]
- 1983. (m. v.):
  - Ledér (Vörösmarty Mihály: Csongor és Tünde).
- 1990 és 1992 közt (a társulat tagjaként):
  - Emma (Vidám sirató egy bolygó porszemért)
  - Zita (Zűrzavaros éjszaka)
  - Krisztina (Szerelemeső)
  - Mariska (Liliomfi)

### A Szatmárnémeti Északi Színház Harag György Társulatánál
- Pasqua, a felesége (Carlo Goldoni: Chioggiai csetepaté, r. Keresztes Attila)
- II. Bölömbér Kerálné, II. Bölömbér felesége (Szilágyi Andor: Leánder és Lenszirom, r. Keresztes Attila)
- Cserés Bella, színésznő (Michael Frayn: Veszett fejsze, r. Mohácsi János)
- Cecilia hercegnő (Kálmán Imre: Csárdáskirálynő, r. Keresztes Attila)
- Mámorné, Jolán (Tasnádi István: Malacbefőtt, r. Tasnádi Csaba)
- Veta (Caragiale: Zűrzavaros éjszaka, r. Árkosi Árpád)
- Izabellocska, vénkisasszony (Dosztojevszkij elbeszélése nyomán írta Láng György: Két férfi az ágy alatt, r. Csurulya Csongor)
- Helena Dundina (Katajev- Aldobolyi Nagy György: Bolond vasárnap, r. Aldobolyi Nagy György)
- Emerenc (Szabó Magda-Bereményi Géza: Az ajtó, r. Bereményi Géza)
- Banya (Rideg Sándor-Timár Péter: Indul a bakterház, r. Árkosi Árpád)
- Perticsné (Csáth Géza: A Janika, r. Bérczes László)
- Solnessné, felesége (Ibsen: Légvár Solness építőmester és Ha mi holtak feltámadunk című művei alapján, r. Csurulya Csongor)
- Amnesia nővér (Dan Goggin: Apácák, r. Csurulya Csongor)
- Denise (Hamvai Kornél: Márton partjelző fázik, r. Árkosi Árpád)
- Rosa (Eduardo de Filippo: Belső hangok, r. Alexandre Colpacci)
- Szerafin, színésznő (Bús Fekete László-Török Rezső-Görög László: Félnótás kabaré szilveszterre avagy a dürrögő gyászhuszár, r. Tóth Páll Miklós)
- Mikár Ferencné (Szomory Dezső: Györgyike, drága gyermek, r. Lendvai Zoltán)
- Lady Percy-Sürge Asszony (Falstaff, Shakespeare IV Henrik c.színműve alapján, r. Béres László)
- Marie (Szüle Mihály: Egy bolond százat csinál, Parászka Miklós)
- Elmira (Molière: Tartuffe, r. Kövesdy István)
- Ranyevszkaja (Csehov: Cseresznyéskert, r. Árkosi Árpád)
- Fáni (Karácsony Benő-Kisfalussy Bálint: Rút kiskacsa, r. Mihalache Andrei)
- Zerbinetta, Anya (Molière: Scapin furfangjai, r. Pinte Gavril m.v.)
- Doris (Bernard Slade: Jövőre veled ugyanitt, Parászka Miklós)
- Agnese (Vajda Katalin-Fábri Péter: Anconai szerelmesek, r. Mihalache Andrei)
- Capuletné (Shakespeare: Romeo és Júlia, r. Parászka Miklós)
- Szita (Páskándi Géza: László, szent király, r. Parászka Miklós)
- szereplők (Szilveszteri kabaré – Indul az ezred, r. Márk-Nagy Ágota)
- Diák a dolgozókból (Márai Sándor műve alapján – A szegények iskolája, r. Árkosi Árpád)
- Katalin, Huncfut felesége, Kocsmárosné (Shakespeare: A makrancos hölgy megszelídítése, r. Gavriil Pinte)
- Titánia (Shakespeare: Szentivánéji álom, Árkosi Árpád)
- Regan (Shakespeare: Lear király, r. Parászka Miklós)
- Clarisse (Lili bárónő, r. Parászka Miklós)
- Lady Milford ( Schiller: Ármány és szerelem, r. Kövesdy István)
- Zsuzsanna (Tamási Áron: Csalóka szivárvány, r. Parászka Miklós)
- Anni (Egy csók és más semmi, r. Parászka Miklós)
- Kató (Csókos asszony, r. Parászka Miklós – Bessenyei István),
- Édith Piaf (Pataki Éva: Edith és Marlene, r. Parászka Miklós – Bessenyei István)
- A nő (Spiró György: Csirkefej, r. Kövesdy István)
- Clair (Zágon- Eisemann: Fekete Péter, r. Koncz István)

### Filmszerepei
- Morvai Lászlóné/Herczeg Lilian – Kisváros, rendező Balogh Zsolt
- Udvarhölgy – Sacra Corona, rendező Koltay Gábor
- Komaasszony – Kismadár, rendező Horváth Z. Gergely
- Súgó – Világszám, rendező: Koltai Róbert

## Díjai
- 1993 – Kisvárdai Határon Túli Színházak Fesztiválja – legjobb epizódalakítás díja
- 1994 – Harag György-emlékplakett
- 1996 – Szatmár Megye kulturális díja
- 1997 – Poór Lili-díj – EMKE